# At the Devil's Door
At the Devil's door é um filme estadunidense de 2014 do gênero terror. Foi lançado primeiramente em 9 Março de 2014 no South by Southwest. É dirigido por Nick McCarthy e estrelado por Catalina Sandino Moreno como a mulher que tenta resolver o problema sobrenatural de uma casa que está tentando vender.
Foi primeiramente nomeado em 2012 como "Home", pouco antes do lançamento do  filme "Pesadelos do Passado"  também sob a direção de Nicholas. O filme já estava pronto em Janeiro de 2013.

## Enredo
Leigh (Catalina Sandino Moreno) é uma corretora de imóveis lutando para se dar bem na profissão. Ela aceita vender a casa de um casal que afirma ter um passado sinistro. A partir daí uma série de acontecimentos sobrenaturais assombram Leigh, que precisará da ajuda de Vera (Naya Rivera).

## Elenco
- Catalina Sandino Moreno - Leigh
- Ava Acres - Garota
- Naya Rivera - Vera
- Ashley Rickards - Garota
- Arshad Aslam - Seth
- Rob Brownstein - Dr. Daninsky
- Tara Buck - Yolanda
- Laura Kai Chen - Dra. Kim
- Assaf Cohen - Dra. Aranda
- Nick Eversman - Calvin
- Kent Faulcon - Davis
- Kate Flannery - Rosemary
- Mark Steger - Thin Man

## Recepção
No site agregador de críticas Rotten Tomatoes, 43% das 28 resenhas dos críticos são positivas, com uma classificação média de 6/10. O consenso do site diz: "não tem escassez de estilo assustador - infelizmente, isso não é suficiente para distrair de uma história sem inspiração que nunca capitaliza seu potencial." O Metacritic, que usa uma média ponderada, atribuiu ao filme uma pontuação de 47 em 100, baseado em 8 críticos, indicando críticas "mistas ou médias".
Fearnet, um canal de TV Americano, especialista em filmes de terror, suspense, etc, classificou o filme como "um trabalho impressionante" e acrescentrou "Esse filme é imprevisível e de alguma forma parece funcionar super bem em três capitulos diferentes". We Got This Covered teve uma opinião mista dizendo "é uma história de suspense de arrepiar que absolutamente eu recomendaria, mas mais uma vez eu me esforçava para manter uma conexão do roteiro de Nicholas, repletos de ideias interessantes e momentos brilhantes de puro terror- mas nada consistente de valor".